# Izba Pamięci Hugona Kołłątaja w Wiśniowej
Izba Pamięci Hugona Kołłątaja w Wiśniowej – izba muzealna położona w Wiśniowej, poświęcona osobie Hugo Kołłątaja – wybitnej postaci polskiego Oświecenia. Placówka mieści się w dawnym pałacu Kołłątajów, pochodzącym z I połowy XVIII wieku, obecnie mieszczącym Zespół Placówek Oświatowych – Publiczna Szkoła Podstawowa i Przedszkole.
Muzeum powstało w 1967 roku z inicjatywy Jana Henryka Górala – mieszkańca wsi Sztombergi, którego pasją było gromadzenie pamiątek po Hugonie Kołłątaju. Pełnił on – do śmierci w 1984 roku – funkcję kustosza placówki. Obecnie znajduje się ona pod opieką szkoły.
Placówka posiada w swych zasobach liczne dokumenty i starodruki, związane z osobą i twórczością Kołłątaja. Są wśród nich wydania jego dzieł ("Do Stanisława Małachowskiego, referendarza koronnego Anonima listów kilka", "Szkice o ideologach polskiego oświecenia", „Stan oświecenia w Polsce”, „Rozbiór krytyczny zasad Historyi o początkach rodu ludzkiego”) oraz listy do rodziny z lat 1792-1794, wydane w połowie XIX wieku. Ponadto wśród eksponatów znajdują się liczne wydania Konstytucji 3 Maja.
Muzeum jest czynne w godzinach pracy szkoły lub po telefonicznym uzgodnieniu terminu.